# Константиновка (Новоодесский район)
Константиновка (укр. Костянтинівка) — село в Новоодесском районе Николаевской области Украины.
Население по переписи 2001 года составляло 837 человек. Почтовый индекс — 56663. Телефонный код — 5167. Занимает площадь 1,659 км².

## История
Село основано предположительно во второй половине 1770 годов, в период начала активного заселения Южной Украины. На карте «Генеральная карта Новороссийской губернии, разделенной на уезды, сочиненной в 1779 году Иваном Исленеевым» село уже было отмечено.
В 2013 году построена церковь князя Александра Невского.

## Местный совет
56663, Николаевская обл., Новоодесский р-н, с. Константиновка, ул. Гагарина, 29

## Известные люди
В селе родился Куропятник, Дмитрий Григорьевич — Герой Советского Союза.